# 铁岭路
鐵嶺路是中華人民共和國上海市楊浦區一條南北走向道路，北至彰武路，南至本溪路，全長630米，道路名稱來自於遼寧鐵嶺。道路於1953年至1954年間修築。沿途有上海市鐵嶺中學、楊浦區四平社區衛生服務中心和上海市民辦打一外國語小學。